# Interkontinentala supercupen
Interkontinentala supercupen (engelska: Intercontinental Champions' Supercup, spanska: Supercopa de Campeones Intercontinentales), var åren 1968–1970 en fotbollscup som spelades mellan Europas och Sydamerikas bästa klubbar, som tidigare hade vunnit Interkontinentala cupen. Cupen spelade vid två tillfällen, säsongen 1968–69 och 1969–70 varav den sistnämnda spelades enbart mellan de sydamerikanska lagen då de europeiska klubbarna tackade nej till deltagande.
Följande lag hade tillstånd att spela i cupen:
- Real Madrid från Madrid, Spanien, vinnare av Interkontinentala cupen 1960
- Peñarol från Montevideo, Uruguay, vinnare av Interkontinentala cupen 1961 och 1966
- Santos från Santos, São Paulo, Brasilien, vinnare av Interkontinentala cupen 1962 och 1963
- Internazionale från Milano, Italien, vinnare av Interkontinentala cupen 1964 och 1965
- Racing från Avellaneda, Argentina, vinnare av Interkontinentala cupen 1967
- Estudiantes från La Plata, Argentina, vinnare av Interkontinentala cupen 1968

## Resultat
| År                   | Vinnare | Tvåa           | Trea        | Fyra   | Deltog ej                    |
| -------------------- | ------- | -------------- | ----------- | ------ | ---------------------------- |
| 1968–69 Huvudartikel | Santos  | Internazionale | Peñarol     | Racing | Real Madrid                  |
| 1969–70 Huvudartikel | Peñarol | Racing         | Estudiantes | Santos | Real Madrid · Internazionale |